# 시슈구

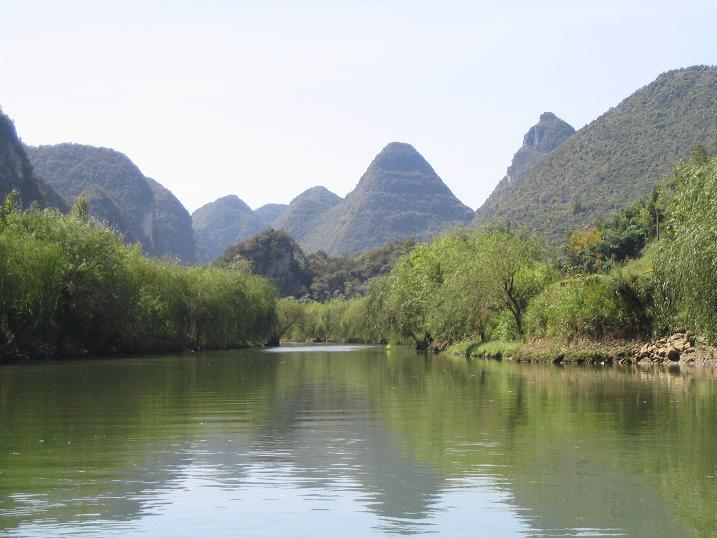

시슈구(한국어: 서수구, 중국어: 西秀区, 병음: Xīxiù Qū)는 중화인민공화국 구이저우성 안순 시의 현급 행정구역이다. 넓이는 1705km2이고, 인구는 2007년 기준으로 830,000명이다.

## 행정 구역
6개 가도, 10개 진, 2개 향, 5개 민족향을 관할한다.
- 가도: 南街街道, 东街街道, 西街街道, 北街街道, 东关街道, 华西街道.
- 진: 宋旗镇, 幺铺镇, 宁谷镇, 龙宫镇, 双堡镇, 大西桥镇, 七眼桥镇, 蔡官镇, 轿子山镇, 旧州镇.
- 향: 东屯乡, 刘官乡.
- 민족향: 新场布依族苗族乡, 岩腊苗族布依族乡, 鸡场布依族苗族乡, 杨武布依族苗族乡, 黄腊布依族苗族乡.